# Gråstrimmig sporrhöna
Gråstrimmig sporrhöna (Pternistis griseostriatus) är en fågel i familjen fasanfåglar inom ordningen hönsfåglar.

## Utseende och läte
Gråstrimmig sporrhöna är en stor och brunaktig sporrhöna. Den är mestadels beigebrun, med ljusa strimmor på ryggen och kastanjebruna på undersida. Benen är röda, liksom det mesta av näbben. Vanligaste lätet är en serie med raspiga och kluckande toner som avges i duett. Fågeln liknar rödstrupig sporrhöna men är ljusare och saknar denna arts stora röda fläckar med bar hud på strupe och ansikte.

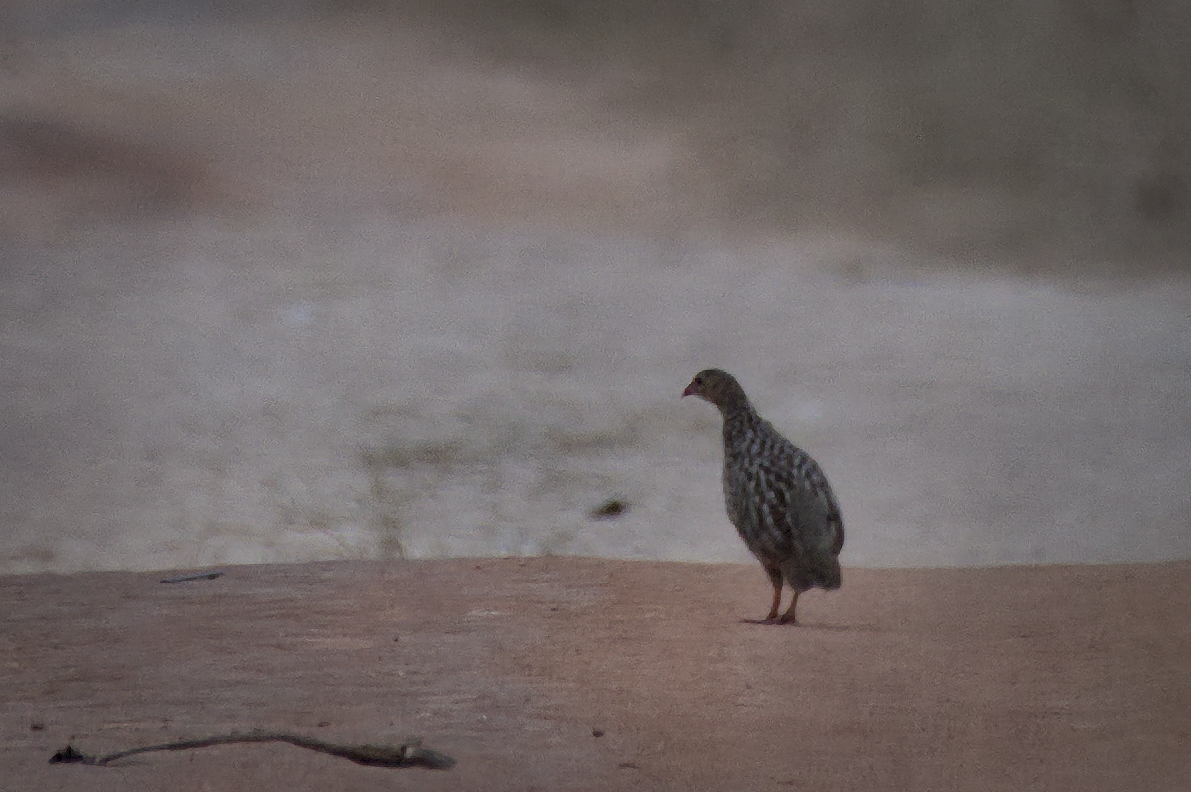

## Utbredning och systematik
Fågeln förekommer lokalt på sluttningar i västra Angola. Den behandlas som monotypisk, det vill säga att den inte delas in i några underarter.

### Släktestillhörighet
Tidigare placerades den i släktet Francolinus. Flera genetiska studier visar dock att Francolinus är starkt parafyletiskt, där arterna i Pternistis står närmare  t.ex. vaktlar i Coturnix och snöhöns. Även de svenska trivialnamnen på arterna i släktet har justerats från tidigare frankoliner till sporrhöns (från engelskans spurfowl) för att bättre återspegla släktskapet.

## Levnadssätt
Gråstrimmig sporrhöna hittas i galleriskog, buskmarker och intilliggande jordbruksbygd. Den är vanligen skygg och svår att komma nära.

## Status och hot
Arten har ett relativt stort utbredningsområde, men tros minska i antal, dock inte tillräckligt kraftigt för att den ska betraktas som hotad. Internationella naturvårdsunionen IUCN listar arten som livskraftig (LC). Världspopulationen består av mellan 7 000 och 35 000 adulta individer.